# Enicospilus susu
Enicospilus susu là một loài tò vò trong họ Ichneumonidae.